# Daniel James
Daniel Owen James (Kingston upon Hull, 10 novembre 1997) è un calciatore gallese, attaccante o centrocampista del Leeds Utd e della nazionale gallese.

## Caratteristiche tecniche
Ala destra dotata di corsa e visione di gioco, è un giocatore con ottime qualità tecniche e discrete capacità realizzative. Può essere impiegato anche da esterno di centrocampo, da seconda punta e sulla fascia sinistra. Viene paragonato al connazionale Gareth Bale.

## Carriera

### Club
Daniel James muove i primi passi della propria carriera nelle giovanili dell’Hull City, dove milita dal 2006 al 2014, quando si trasferisce allo Swansea, dove inizia a mettersi in evidenza con le formazioni giovanili U-18, U-21 e U-23. All’età di 19 anni si trasferisce in prestito allo Shrewsbury Town, all’ora militante nella League One, la terza divisione inglese. Dopo una stagione il gallese fa ritorno allo Swansea, dove debutta in prima squadra nel match di FA Cup vinto per 8 a 1 contro il Notts County, realizzando un gol. Nell’agosto successivo fa la sua prima apparizione in Championship contro il Birmingham.
Il giovane talento prosegue nel suo rapido e costante processo di crescita, tramutandosi in una pedina centrale nello scacchiere tattico dello Swansea di Graham Potter. Con il club gallese, James colleziona 38 presenze nel corso della stagione, mettendo a segno 5 reti e fornendo 9 assist ai propri compagni di squadra. A spuntarla, alla fine di un lungo corteggiamento, è il Manchester United che si assicura le sue prestazioni per una cifra vicina ai 20 milioni di euro. Con i Red Devils James conquista immediatamente un posto da titolare, fornendo prestazioni di rilievo nel corso della prima metà della stagione.
Il 31 agosto 2021 viene ceduto al Leeds Utd.

### Nazionale

#### Nazionali giovanili
Possedendo la doppia nazionalità, James aveva la facoltà di scegliere se rappresentare l'Inghilterra o il Galles, optando alla fine per quest'ultima. Dopo aver fatto un buon numero di apparizioni con le rappresentative gallesi U-17, U-19 ed U-20, entra a far parte, dal 2016, della Nazionale Under-21 di calcio del Galles, totalizzando 9 presenze.

#### Nazionale maggiore
Grazie alle sue ottime prestazioni, il classe ’97 si guadagna l’apprezzamento di Ryan Giggs, commissario tecnico del Galles. James debutta in nazionale maggiore il 20 novembre 2018, esordendo nell'amichevole persa contro l'Albania, mentre il 24 marzo del 2019, durante la partita contro la Slovacchia valida per le Qualificazioni al campionato europeo di calcio 2020, sigla il suo primo gol con la selezione gallese.

## Statistiche

### Presenze e reti nei club
Statistiche aggiornate al 4 Febbraio 2024
| Stagione                 | Squadra                  | Campionato               | Campionato | Campionato | Coppe nazionali | Coppe nazionali | Coppe nazionali | Coppe continentali | Coppe continentali | Coppe continentali | Altre coppe | Altre coppe | Altre coppe | Totale | Totale | Totale |
| Stagione                 | Squadra                  | Comp                     | Pres       | Reti       | Comp            | Pres            | Reti            | Comp               | Pres               | Reti               | Comp        | Pres        | Reti        | Pres   | Reti   |        |
| ------------------------ | ------------------------ | ------------------------ | ---------- | ---------- | --------------- | --------------- | --------------- | ------------------ | ------------------ | ------------------ | ----------- | ----------- | ----------- | ------ | ------ | ------ |
| 2017-2018                | Swansea City             | PL                       | 0          | 0          | FACup+CdL       | 1+0             | 1               |                    | -                  | -                  |             | -           | -           | 1      | 1      |        |
| 2018-2019                | Swansea City             | FLC                      | 33         | 4          | FaCup+CdL       | 4+1             | 1+0             | -                  | -                  | -                  | -           | -           | -           | 38     | 5      |        |
| Totale Swansea City      | Totale Swansea City      | Totale Swansea City      | 33         | 4          |                 | 6               | 2               |                    | -                  | -                  |             | -           | -           | 39     | 6      |        |
| 2019-2020                | Manchester Utd           | PL                       | 33         | 3          | FACup+CdL       | 3+4             | 0               | UEL                | 6                  | 1                  | -           | -           | -           | 46     | 4      |        |
| 2020-2021                | Manchester Utd           | PL                       | 15         | 3          | FACup+CdL       | 1+1             | 0               | UCL+UEL            | 2+7                | 1+1                | -           | -           | -           | 26     | 5      |        |
| ago. 2021                | Manchester Utd           | PL                       | 2          | 0          | FACup+CdL       | 0               | 0               | UCL                | -                  | -                  | -           | -           | -           | 2      | 0      |        |
| Totale Manchester United | Totale Manchester United | Totale Manchester United | 50         | 6          |                 | 9               | 0               |                    | 15                 | 3                  |             | -           | -           | 74     | 9      |        |
| 2021-2022                | Leeds Utd                | PL                       | 34         | 4          | FACup+CdL       | 1+2             | 0               | -                  | -                  | -                  | -           | -           | -           | 37     | 4      |        |
| ago. 2022                | Leeds Utd                | PL                       | 4          | 0          | FACup+CdL       | 0+1             | 0               | -                  | -                  | -                  | -           | -           | -           | 5      | 0      |        |
| set. 2022-2023           | Fulham                   | PL                       | 20         | 2          | FACup+CdL       | 3+1             | 1+0             | -                  | -                  | -                  | -           | -           | -           | 24     | 3      |        |
| 2023-2024                | Leeds Utd                | FLC                      | 27         | 10         | FACup+CdL       | 1+1             | 0               | -                  | -                  | -                  | -           | -           | -           | 29     | 10     |        |
| Totale Leeds United      | Totale Leeds United      | Totale Leeds United      | 65         | 14         |                 | 6               | 0               |                    | -                  | -                  |             | -           | -           | 71     | 14     |        |
| Totale carriera          | Totale carriera          | Totale carriera          | 167        | 26         |                 | 25              | 3               |                    | 15                 | 3                  |             | -           | -           | 208    | 32     |        |

### Cronologia presenze e reti in nazionale
| Cronologia completa delle presenze e delle reti in nazionale ― Galles | Cronologia completa delle presenze e delle reti in nazionale ― Galles | Cronologia completa delle presenze e delle reti in nazionale ― Galles | Cronologia completa delle presenze e delle reti in nazionale ― Galles | Cronologia completa delle presenze e delle reti in nazionale ― Galles | Cronologia completa delle presenze e delle reti in nazionale ― Galles | Cronologia completa delle presenze e delle reti in nazionale ― Galles | Cronologia completa delle presenze e delle reti in nazionale ― Galles |
| Data                                                                  | Città                                                                 | In casa                                                               | Risultato                                                             | Ospiti                                                                | Competizione                                                          | Reti                                                                  | Note                                                                  |
| --------------------------------------------------------------------- | --------------------------------------------------------------------- | --------------------------------------------------------------------- | --------------------------------------------------------------------- | --------------------------------------------------------------------- | --------------------------------------------------------------------- | --------------------------------------------------------------------- | --------------------------------------------------------------------- |
| 20-11-2018                                                            | Elbasan                                                               | Albania                                                               | 1 – 0                                                                 | Galles                                                                | Amichevole                                                            | -                                                                     | 56’                                                                   |
| 24-3-2019                                                             | Cardiff                                                               | Galles                                                                | 1 – 0                                                                 | Slovacchia                                                            | Qual. Euro 2020                                                       | 1                                                                     | 73’                                                                   |
| 8-6-2019                                                              | Osijek                                                                | Croazia                                                               | 2 – 1                                                                 | Galles                                                                | Qual. Euro 2020                                                       | -                                                                     | 79’                                                                   |
| 11-6-2019                                                             | Budapest                                                              | Ungheria                                                              | 1 – 0                                                                 | Galles                                                                | Qual. Euro 2020                                                       | -                                                                     |                                                                       |
| 6-9-2019                                                              | Cardiff                                                               | Galles                                                                | 2 – 1                                                                 | Azerbaigian                                                           | Qual. Euro 2020                                                       | -                                                                     |                                                                       |
| 9-9-2019                                                              | Cardiff                                                               | Galles                                                                | 1 – 0                                                                 | Bielorussia                                                           | Amichevole                                                            | 1                                                                     | 50’                                                                   |
| 10-10-2019                                                            | Trnava                                                                | Slovacchia                                                            | 1 – 1                                                                 | Galles                                                                | Qual. Euro 2020                                                       | -                                                                     | 90+4’                                                                 |
| 13-10-2019                                                            | Cardiff                                                               | Galles                                                                | 1 – 1                                                                 | Croazia                                                               | Qual. Euro 2020                                                       | -                                                                     |                                                                       |
| 16-11-2019                                                            | Baku                                                                  | Azerbaigian                                                           | 0 – 2                                                                 | Galles                                                                | Qual. Euro 2020                                                       | -                                                                     | 82’                                                                   |
| 19-11-2019                                                            | Cardiff                                                               | Galles                                                                | 2 – 0                                                                 | Ungheria                                                              | Qual. Euro 2020                                                       | -                                                                     | 88’                                                                   |
| 3-9-2020                                                              | Helsinki                                                              | Finlandia                                                             | 0 – 1                                                                 | Galles                                                                | UEFA Nations League 2020-2021 - 1º turno                              | -                                                                     | 90+2’                                                                 |
| 6-9-2020                                                              | Cardiff                                                               | Galles                                                                | 1 – 0                                                                 | Bulgaria                                                              | UEFA Nations League 2020-2021 - 1º turno                              | -                                                                     |                                                                       |
| 11-10-2020                                                            | Dublino                                                               | Irlanda                                                               | 0 – 0                                                                 | Galles                                                                | UEFA Nations League 2020-2021 - 1º turno                              | -                                                                     | 74’ 77’                                                               |
| 14-10-2020                                                            | Sofia                                                                 | Bulgaria                                                              | 0 – 1                                                                 | Galles                                                                | UEFA Nations League 2020-2021 - 1º turno                              | -                                                                     | 50’ 79’                                                               |
| 12-11-2020                                                            | Swansea                                                               | Galles                                                                | 0 – 0                                                                 | Stati Uniti                                                           | Amichevole                                                            | -                                                                     | 62’                                                                   |
| 15-11-2020                                                            | Cardiff                                                               | Galles                                                                | 1 – 0                                                                 | Irlanda                                                               | UEFA Nations League 2020-2021 - 1º turno                              | -                                                                     |                                                                       |
| 18-11-2020                                                            | Cardiff                                                               | Galles                                                                | 3 – 1                                                                 | Finlandia                                                             | UEFA Nations League 2020-2021 - 1º turno                              | 1                                                                     | 89’                                                                   |
| 24-3-2021                                                             | Lovanio                                                               | Belgio                                                                | 3 – 1                                                                 | Galles                                                                | Qual. Mondiali 2022                                                   | -                                                                     |                                                                       |
| 30-3-2021                                                             | Cardiff                                                               | Galles                                                                | 1 – 0                                                                 | Rep. Ceca                                                             | Qual. Mondiali 2022                                                   | 1                                                                     |                                                                       |
| 2-6-2021                                                              | Nizza                                                                 | Francia                                                               | 3 – 0                                                                 | Galles                                                                | Amichevole                                                            | -                                                                     | 73’                                                                   |
| 12-6-2021                                                             | Baku                                                                  | Galles                                                                | 1 – 1                                                                 | Svizzera                                                              | Euro 2020 - 1º turno                                                  | -                                                                     | 75’                                                                   |
| 16-6-2021                                                             | Baku                                                                  | Turchia                                                               | 0 – 2                                                                 | Galles                                                                | Euro 2020 - 1º turno                                                  | -                                                                     | 90+4’                                                                 |
| 20-6-2021                                                             | Roma                                                                  | Italia                                                                | 1 – 0                                                                 | Galles                                                                | Euro 2020 - 1º turno                                                  | -                                                                     | 74’                                                                   |
| 26-6-2021                                                             | Amsterdam                                                             | Galles                                                                | 0 – 4                                                                 | Danimarca                                                             | Euro 2020 - Ottavi di finale                                          | -                                                                     | 78’                                                                   |
| 5-9-2021                                                              | Kazan'                                                                | Bielorussia                                                           | 2 – 3                                                                 | Galles                                                                | Qual. Mondiali 2022                                                   | -                                                                     |                                                                       |
| 8-9-2021                                                              | Cardiff                                                               | Galles                                                                | 0 – 0                                                                 | Estonia                                                               | Qual. Mondiali 2022                                                   | -                                                                     |                                                                       |
| 8-10-2021                                                             | Praga                                                                 | Rep. Ceca                                                             | 2 – 2                                                                 | Galles                                                                | Qual. Mondiali 2022                                                   | 1                                                                     |                                                                       |
| 11-10-2021                                                            | Tallinn                                                               | Estonia                                                               | 0 – 1                                                                 | Galles                                                                | Qual. Mondiali 2022                                                   | -                                                                     |                                                                       |
| 13-11-2021                                                            | Cardiff                                                               | Galles                                                                | 5 – 1                                                                 | Bielorussia                                                           | Qual. Mondiali 2022                                                   | -                                                                     | 76’                                                                   |
| 16-11-2021                                                            | Cardiff                                                               | Galles                                                                | 1 – 1                                                                 | Belgio                                                                | Qual. Mondiali 2022                                                   | -                                                                     |                                                                       |
| 24-3-2022                                                             | Cardiff                                                               | Galles                                                                | 2 – 1                                                                 | Austria                                                               | Qual. Mondiali 2022                                                   | -                                                                     | 88’                                                                   |
| 1-6-2022                                                              | Breslavia                                                             | Polonia                                                               | 2 – 1                                                                 | Galles                                                                | UEFA Nations League 2022-2023 - 1º turno                              | -                                                                     | 46’                                                                   |
| 5-6-2022                                                              | Cardiff                                                               | Galles                                                                | 1 – 0                                                                 | Ucraina                                                               | Qual. Mondiali 2022                                                   | -                                                                     | 3’ 71’                                                                |
| 8-6-2022                                                              | Cardiff                                                               | Galles                                                                | 1 – 2                                                                 | Paesi Bassi                                                           | UEFA Nations League 2022-2023 - 1º turno                              | -                                                                     | 77’                                                                   |
| 11-6-2022                                                             | Cardiff                                                               | Galles                                                                | 1 – 1                                                                 | Belgio                                                                | UEFA Nations League 2022-2023 - 1º turno                              | -                                                                     |                                                                       |
| 14-6-2022                                                             | Rotterdam                                                             | Paesi Bassi                                                           | 3 – 2                                                                 | Galles                                                                | UEFA Nations League 2022-2023 - 1º turno                              | -                                                                     | 70’                                                                   |
| 22-9-2022                                                             | Bruxelles                                                             | Belgio                                                                | 2 – 1                                                                 | Galles                                                                | UEFA Nations League 2022-2023 - 1º turno                              | -                                                                     |                                                                       |
| 25-9-2022                                                             | Cardiff                                                               | Galles                                                                | 0 – 1                                                                 | Polonia                                                               | UEFA Nations League 2022-2023 - 1º turno                              | -                                                                     |                                                                       |
| 21-11-2022                                                            | Al Rayyan                                                             | Stati Uniti                                                           | 1 – 1                                                                 | Galles                                                                | Mondiali 2022 - 1º turno                                              | -                                                                     | 46’                                                                   |
| 25-11-2022                                                            | Al Rayyan                                                             | Galles                                                                | 0 – 2                                                                 | Iran                                                                  | Mondiali 2022 - 1º turno                                              | -                                                                     | 57’                                                                   |
| 29-11-2022                                                            | Al Rayyan                                                             | Galles                                                                | 0 – 3                                                                 | Inghilterra                                                           | Mondiali 2022 - 1º turno                                              | -                                                                     | 30’ 77’                                                               |
| 25-3-2023                                                             | Spalato                                                               | Croazia                                                               | 1 – 1                                                                 | Galles                                                                | Qual. Euro 2024                                                       | -                                                                     | 64’                                                                   |
| 28-3-2023                                                             | Cardiff                                                               | Galles                                                                | 1 – 0                                                                 | Lettonia                                                              | Qual. Euro 2024                                                       | -                                                                     | 73’                                                                   |
| 16-6-2023                                                             | Cardiff                                                               | Galles                                                                | 2 – 4                                                                 | Armenia                                                               | Qual. Euro 2024                                                       | 1                                                                     | 82’                                                                   |
| 19-6-2023                                                             | Samsun                                                                | Turchia                                                               | 2 – 0                                                                 | Galles                                                                | Qual. Euro 2024                                                       | -                                                                     | 62’                                                                   |
| 11-10-2023                                                            | Wrexham                                                               | Galles                                                                | 4 – 0                                                                 | Gibilterra                                                            | Amichevole                                                            | -                                                                     | 15’                                                                   |
| 15-10-2023                                                            | Cardiff                                                               | Galles                                                                | 2 – 1                                                                 | Croazia                                                               | Qual. Euro 2024                                                       | -                                                                     | 57’                                                                   |
| 18-11-2023                                                            | Erevan                                                                | Armenia                                                               | 1 – 1                                                                 | Galles                                                                | Qual. Euro 2024                                                       | -                                                                     | 66’                                                                   |
| 21-11-2023                                                            | Cardiff                                                               | Galles                                                                | 1 – 1                                                                 | Turchia                                                               | Qual. Euro 2024                                                       | -                                                                     | 80’                                                                   |
| 21-3-2024                                                             | Cardiff                                                               | Galles                                                                | 4 – 1                                                                 | Finlandia                                                             | Qual. Euro 2024                                                       | 1                                                                     | 73’                                                                   |
| 26-3-2024                                                             | Cardiff                                                               | Galles                                                                | 0 – 0 dts (4 – 5 dtr)                                                 | Polonia                                                               | Qual. Euro 2024                                                       | -                                                                     | 70’                                                                   |
| 6-6-2024                                                              | Faro                                                                  | Gibilterra                                                            | 0 – 0                                                                 | Galles                                                                | Amichevole                                                            | -                                                                     | 60’                                                                   |
| 9-6-2024                                                              | Trnava                                                                | Slovacchia                                                            | 4 – 0                                                                 | Galles                                                                | Amichevole                                                            | -                                                                     | 71’                                                                   |
| 16-11-2024                                                            | Kayseri                                                               | Turchia                                                               | 0 – 0                                                                 | Galles                                                                | UEFA Nations League 2024-2025 - 1º turno                              | -                                                                     | 46’                                                                   |
| 19-11-2024                                                            | Cardiff                                                               | Galles                                                                | 4 – 1                                                                 | Islanda                                                               | UEFA Nations League 2024-2025 - 1º turno                              | -                                                                     | 68’ 73’                                                               |
| 22-3-2025                                                             | Cardiff                                                               | Galles                                                                | 3 – 1                                                                 | Kazakistan                                                            | Qual. Mondiali 2026                                                   | 1                                                                     | 86’                                                                   |
| 25-3-2025                                                             | Skopje                                                                | Macedonia del Nord                                                    | 1 – 1                                                                 | Galles                                                                | Qual. Mondiali 2026                                                   | -                                                                     | 63’                                                                   |
| Totale                                                                |                                                                       | Presenze                                                              | 57                                                                    |                                                                       | Reti                                                                  | 8                                                                     |                                                                       |

## Palmarès
- Campionato inglese di seconda divisione: 1

Leeds Utd: 2024-2025